# Linda Bondestam
Linda Bondestam, född 1 december 1977 i Helsingfors, är en finlandssvensk konstnär, illustratör och barnboksförfattare. 
Bondestam studerade 1997–2001 illustration vid Kingston University i Kingston upon Thames, Storbritannien, där hon avlade kandidatexamen. Hon debuterade som bokillustratör 2003, med Stella Parlands diktsamling Katastrofer och strofer om slummer och stoj.
År 2024 tilldelades hon Augustpriset i kategorin för barn- och ungdomsböcker för Chop chop. En tapper jordbos berättelse. Det var fjärde gången Bondestam nominerades.
Bondestam sitter i Svenska barnboksakademin, som den första finlandssvenska författaren.

## Verk